# Lansdale
Lansdale is een plaats (borough) in de Amerikaanse staat Pennsylvania, en valt bestuurlijk gezien onder Montgomery County.

## Demografie
Bij de volkstelling in 2000 werd het aantal inwoners vastgesteld op 16.071. In 2006 is het aantal inwoners door het United States Census Bureau geschat op 15.720, een daling van 351 (-2,2%). In 2017 werd het inwonersaantal geschat op 16.588.

## Geografie
Volgens het United States Census Bureau beslaat de plaats een oppervlakte van 7,9 km², geheel bestaande uit land. Lansdale ligt op ongeveer 73 m boven zeeniveau.

## Plaatsen in de nabije omgeving
De onderstaande figuur toont nabijgelegen plaatsen in een straal van 8 km rond Lansdale.

## Geboren in Lansdale
- Peggy March (1948), zangeres